# 438

## Догађаји
- Википедија:Непознат датум — Јаздегерд II постао краљ Персије.
- 15. фебруар — објављен Теодосијев законик, збирка едикта римског права.

- Цар Теодосије II забрањује одавање тајни брогоградње, вероватно да би избегао њено ширење на растућу силу Вандала у Северној Африци.
- Елија Евдоксија, жена Теодосија II, одлази на ходочашће у Јерусалим, доносећи са собом свете мошти да докаже своју веру.
- Последње гладијаторске борбе одржавају се у Колосеуму у Риму.
- Краљ Хермерик из Свебске краљевине Галиције приморан је да се повуче после седмогодишње болести. Он предаје власт свом сину Рехили.
- У Готском рату (436-439) Флавије Аеције односи победу над Визиготима у бици код Монс Колубариуса.
- Бахрам V умире након 18-годишње владавине као сасанидски краљ Персијског царства. Наследио га је син Јездегерд II.
- Мошти светог Јована Златоустог се преносе у Цариград.